# Seitentrawler (Volkswerft Stralsund)
Die Serie Seitentrawler (Typ und Typ II) war eine Baureihe von Fischereifahrzeugen des Schiffstyps Trawler, die in den Jahren 1951 bis 1953 auf der Volkswerft Stralsund in einer Gesamtzahl von zehn Stück für die Fischerei im Nordatlantik und dem europäischen Nordmeer gefertigt wurde.

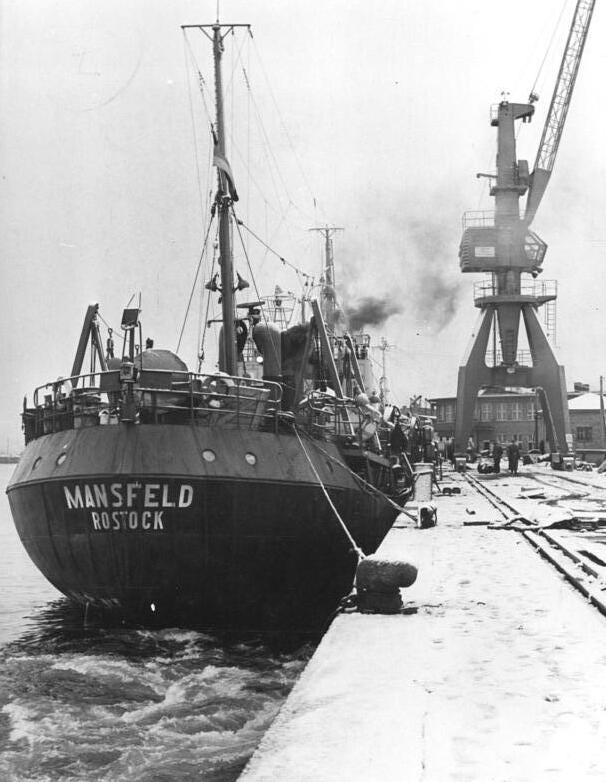
Der Seitentrawler ROS-209 Mansfeld 1964 im Rostocker Hafen

## Einsatz
Die im europäischen Nordmeer und im Nordatlantik eingesetzten Fischfrischfänger nutzten Schleppnetze mit schwerem Rollergeschirr. Die Netze wurden von der Besatzung, über die Bordwand gebeugt und den Rhythmus des krängenden Schiffs nutzend, manuell aufgenommen. Die Fischbearbeitung geschah manuell. Die Fische wurden geschlachtet und gewaschen, dann in Körbe gefüllt und unter Deck gebracht, wo der Fang auf Eis gelagert wurde; das Eis wurde mit Maschinen vom Typ DKK „R“ Scharfenstein des Dkk Scharfenstein produziert. Der Fischrauminhalt umfasste 450 bzw. 484 Kubikmeter.
Die Aktionsdauer eines Einsatzes betrug 30 Tage, die Aktionsweite 8500 Seemeilen. Die Trawler waren für einen Einsatz bei Winden bis zur Windstärke acht geeignet.

## Technische Daten und Ausstattung
Bei einer Länge über alles von 57,54 Metern (Typ II dann 58,53 m), einer Breite auf Spanten von 8 Metern und einer Seitenhöhe bis Hauptdeck von 4,83 Meter hatte das Schiff einen Tiefgang von 4,06 Meter (bei Typ II 3,94 m). Die Tragfähigkeit betrug 339 Tonnen.
Die Volkswerft rüstete die Seitentrawler mit 677 kW starken Dieselmotoren vom Typ 8 SV 55 u Görlitz aus. Diese lösten die in der Fischereischiffahrt früher üblichen kohlegefeuerten Kolbendampfmaschinen ab. Die Höchstgeschwindigkeit betrug 11,50 Knoten. Die Winden der Kurrleinen wurden mit Gleichstrom betrieben.

## Auftraggeber
Auftraggeber der Schiffe war die DDR-Hochseefischerei, damit war diese erstmals Auftraggeber für die Fertigung von Fischereischiffen auf der Volkswerft. Der Plan sah vor, 55 Seitentrawler parallel zur Logger-Serie von 1950 bis 1955 zu fertigen. Letztlich wurden nur zehn Seitentrawler ausgeliefert, da die Volkswerft auch mit dem Bau der Habicht-Klasse für die Marine beauftragt wurde.

## Bau und Verwendung
Nachdem im Jahr 1950 der Auftrag über die Fertigung erteilt war, folgte am 13. Oktober 1951 der Stapellauf des ersten Seitentrawlers. Dabei waren als Regierungsvertreter Heinrich Rau und Gerhart Ziller anwesend.
Wie schon bei der Logger-Serie wurde das Schweißverfahren angewendet, zu dieser Zeit nicht unumstritten. Die Schiffe wurden im Taktverfahren gefertigt, je neun Sektionen wurden in Volumenbaugerüsten zusammengefügt. Beim Bau wurde komplett auf importierte Anlagen verzichtet.
Der erste Trawler vom Typ I, ROS-202 Stalinstadt wurde am 22. März 1952 abgeliefert, der sechste und letzte vom Typ I, ROS-206 Guben am 1. März 1954. Am 1. Juli 1955 folgte mit ROS-207 Erfurt der erste Trawler vom Typ II, das zehnte und letzte Schiff der Serie war die am 1. September 1955 abgelieferte ROS-210 Hennigsdorf. Die Schiffe vom Typ I wiesen Anfangsmängel in den maschinenbaulichen Anlagen auf. Der Typ II sollte mit verbesserten Eigenschaften fahren, das konnte jedoch in der Praxis mangels einer Versuchsanstalt nicht wissenschaftlich untersucht bzw. bestätigt werden. Weitere zehn Seitentrawler wurden auf der Neptunwerft Rostock und der Mathias-Thesen-Werft Wismar gebaut.

## Benennung
Die Schiffe wurden mit dem Fischereikennzeichen ROS für Rostock, einer laufenden Nummer für die dortige Registrierung sowie einem Städtenamen von Städten in der DDR versehen. Dabei wurden die Städte Leipzig, Stalinstadt/Eisenhüttenstadt, Zwickau, Karl-Marx-Stadt, Berlin, Guben, Sosa, Erfurt, Magdeburg, Mansfeld und Hennigsdorf bedacht.

## Schiffe und Verbleib
Alle zehn auf der Stralsunder Werft gefertigten Seitentrawler wurden an den VVB der Hochseefischerei Rostock abgeliefert und bis zu 25 Jahre genutzt.
| Typ | Bau-Nr. | Ablieferung       | Indienststellung  | Schiffsname, IMO-Nummer                                     | Verbleib                                                        |
| --- | ------- | ----------------- | ----------------- | ----------------------------------------------------------- | --------------------------------------------------------------- |
| I   | 1001    | 17. Mai 1952      | 1. Juni 1952      | ROS-201 Leipzig, IMO 5205681                                | Außerdienststellung im August 1977, verschrottet in Rostock     |
| I   | 1002    | 22. März 1952     | 1. Juni 1952      | ROS-202 Stalinstadt (später: Eisenhüttenstadt), IMO 5099185 | Außerdienststellung 15. Februar 1977, verschrottet in Rostock   |
| I   | 1003    | 18. April 1952    | 1. Juni 1952      | ROS-203 Zwickau, IMO 5399626                                | Außerdienststellung 15. Februar 1977, verschrottet in Rostock   |
| I   | 1004    | 23. April 1953    | 1. Mai 1953       | ROS-204 Karl-Marx-Stadt, IMO 5182475                        | Außerdienststellung 31. Juli 1969, verkauft nach Hamburg        |
| I   | 1005    | 1. Dezember 1953  | 1. Dezember 1953  | ROS-205 Berlin, IMO 5042405                                 | Außerdienststellung 15. Februar 1977, verschrottet in Rostock   |
| I   | 1006    | 1. März 1954      | 1. März 1954      | ROS-206 Guben (später: Wilhelm-Pieck-Stadt), IMO 5389645    | Außerdienststellung 31. Juli 1969, verkauft nach Hamburg        |
| II  | 1007    | 1. Juli 1955      | 1. Juli 1955      | ROS-207 Sosa (später: Erfurt)                               | Außerdienststellung 17. August 1977, verschrottet in Rostock    |
| II  | 1008    | 1. August 1955    | 1. August 1955    | 'ROS-208 Magdeburg                                          | Außerdienststellung 21. September 1978, verschrottet in Rostock |
| II  | 1009    | 1. August 1955    | 1. August 1955    | ROS-209 Mansfeld                                            | Außerdienststellung 27. Januar 1978, verschrottet in Rostock    |
| II  | 1010    | 1. September 1955 | 1. September 1955 | ROS-210 Hennigsdorf                                         | Außerdienststellung 17. August 1977, verschrottet in Rostock    |